# 온정초등학교 (경북)
온정초등학교는 대한민국 경상북도 울진군 온정면 소태리에 있는 공립 초등학교다.

## 학교 연혁
- 1929년 2월 6일 온정공립보통학교(4년제) 개교
- 1938년 4월 1일 온정공립심상소학교(6년제)로 개칭
- 1941년 4월 1일 온정공립국민학교로 개칭
- 1963년 1월 1일 경상북도로 편입
- 1993년 3월 18일 현 위치로 이전
- 1995년 3월 1일 덕산국민학교, 조금분교 본교로 통폐합
- 1996년 3월 1일 온정초등학교로 교명 변경
- 1999년 9월 1일 선미분교 본교로 통폐합
- 2000년 3월 1일 금천분교 본교로 통폐합
- 2020년 9월 1일 제43대 류천근 교장 부임
- 2021년 1월 8일 제91회 졸업생 남3명, 여3명, 계 6명, 총 졸업생 10,013명
- 2021년 3월 1일 학급 편성(일반학급 4학급, 복식학급 1학급, 유치원 1학급)

## 참고 자료
- 온정초등학교 - 한국교육학술정보원 학교알리미